# Moše
Moše so gručasta vas v Občini Medvode. Ležijo na jugovzhodnem robu Kranjskega polja, na levem bregu reke Save, nasproti Mavčičam, ob Trbojskem jezeru. Dostopna je po krajevnih cestah, ki se odcepijo od ceste Valburga–Kranj. Polja so na odprti ravnici vzhodno od naselja. Vas je bila prvič omenjena leta 1334 kot Pruk.

## Cerkev
Tik nad Savo stoji neogotska enoladijska cerkev sv. Mihaela Nadangela. Prvič se omenja leta 1526, v neogotskem slogu pa so jo predelali v sredini 19. stoletja.